# Witchy Woman
Witchy Woman è un singolo del gruppo musicale statunitense Eagles, pubblicato nel 1972.

## Tracce
Mono/Stereo
1. Witchy Woman (mono) – 3:53 (Leadon, Henley)
2. Witchy Woman (stereo) – 3:53 (Leadon, Henley)

Witchy Woman/Earlybird
1. Witchy Woman – 3:54 (Leadon, Henley)
2. Earlybird – 3:00 (Leadon, Meisner)

## Classifiche
| Classifica               | Posizione migliore |
| ------------------------ | ------------------ |
| Canadian RPM Top Singles | 8                  |
| MegaCharts               | 26                 |
| Billboard Hot 100        | 9                  |